# Tortue serpentine
Chelydra serpentina
Espèce
Synonymes
- Testudo serpentina Linnaeus, 1758
- Chelydra lacertina Schweigger 1812
- Chelydra emarginata Agassiz 1857
- Devisia mythodes Ogilby 1905
- Chelydra osceola Stejneger 1918
- Chelydra serpentina serpentina (Linnaeus, 1758)
- Chelydra serpentina osceola Stejneger 1918

Statut de conservation UICN

 LC  : Préoccupation mineure
La Tortue serpentine ou Chélydre serpentine (Chelydra serpentina) est une espèce de tortues de la famille des Chelydridae et originaire d'Amérique du Nord. Autrefois seule espèce de son genre, deux de ses sous-espèces ont été élevées au rang d'espèces en 2010.

## Répartition et habitat

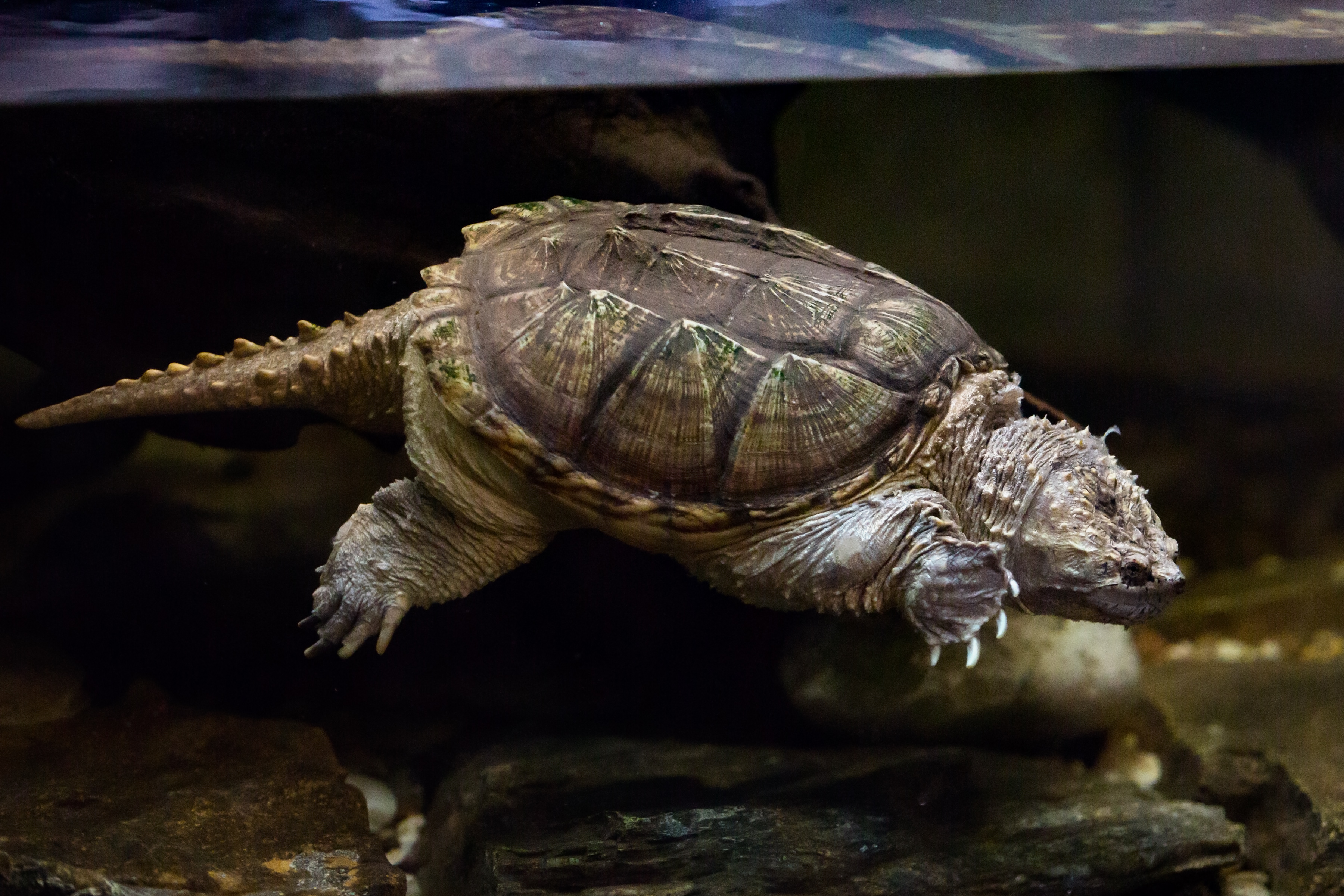
Tortue serpentine en plongée.

La tortue serpentine est aquatique et passe le plus clair de son temps sous la surface d'un plan d'eau douce permanent, qu'il s'agisse d'une mare, d'un lac ou d'un cours d'eau. Certaines peuvent vivre dans des environnements saumâtres tels les estuaires ou des marais, comme les Everglades.
Cette espèce se rencontre au Canada et aux États-Unis. Elle a été introduite en Chine, au Japon, à Taïwan et dans certains États de l'ouest des États-Unis.
On en trouve aussi en France métropolitaine à la suite de lâchers par des propriétaires peu scrupuleux ; par exemple en 2009 à la Mare aux Évées en forêt de Fontainebleau et une autre en 2020 à Saint-André (Pyrénées-Orientales). En 2016, l'espèce est présente surtout dans les régions Occitanie (dont 17 individus dans les Pyrénées-Orientales) et Nouvelle-Aquitaine (dont 22 individus près de Salaunes dans le département de la Gironde) et d'autres dans le Grand Lambrusse à Carcans. Un spécimen a également été capturé, en avril 2023, sur la commune de Vufflens-le-Château, dans le canton de Vaud en Suisse et un autre le même mois en Ardèche sur la voie verte près d'Aubenas.

## Description

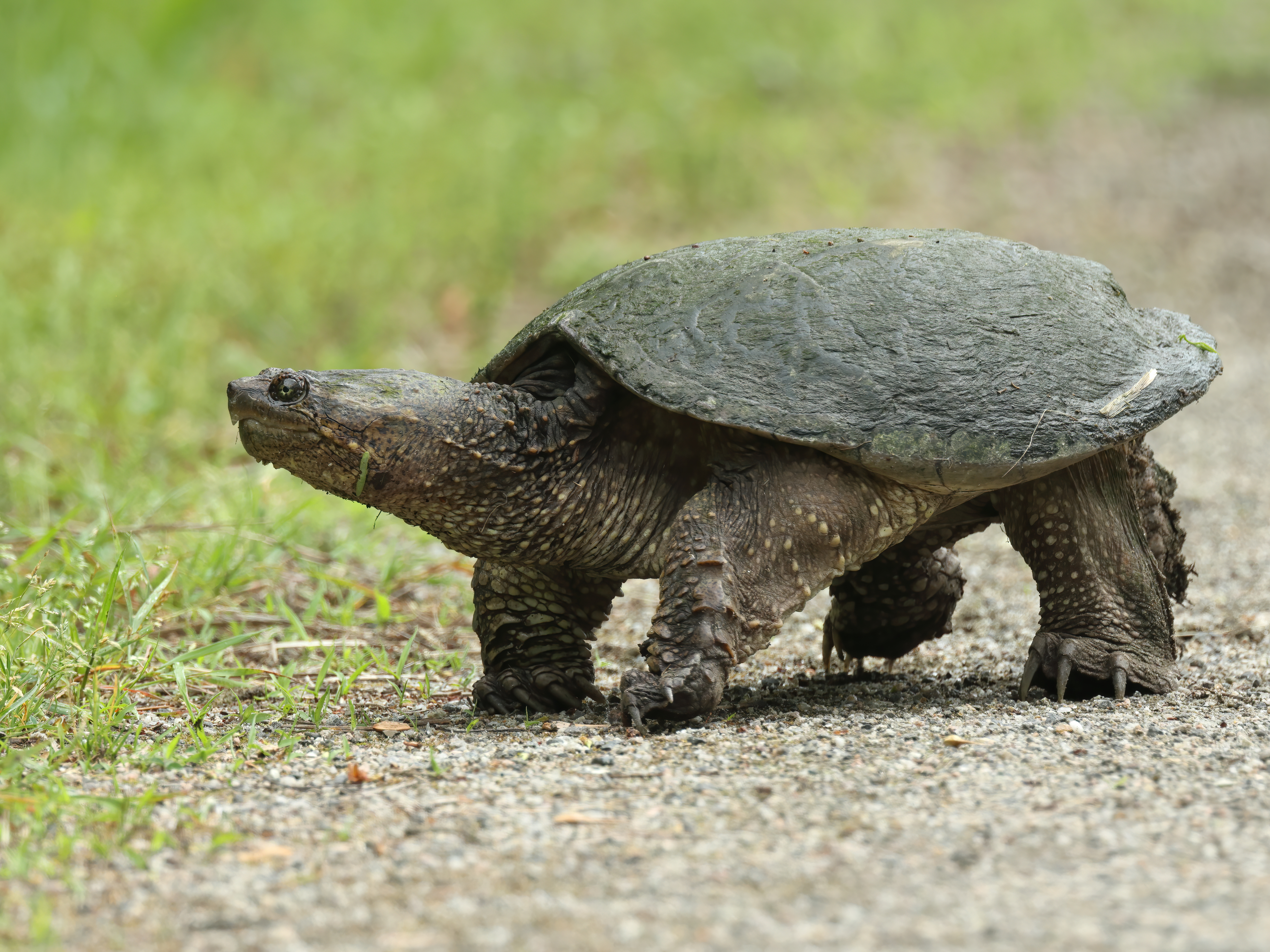
Tortue serpentine.

Cette tortue se montre peu et peut se montrer agressive quand on la dérange. Elle peut infliger des blessures graves en mordant un intrus (doigt sectionné).
Sa taille peut varier entre 20 et 40 cm pour un poids allant de 4 à plus de 40 kg une fois adulte.
Elle possède une grande carapace pouvant être noire, verte ou brune.
Elle est dotée d'une longue queue possédant des crêtes triangulaires sur le dessus.

## Alimentation
La chélydre serpentine est un omnivore opportuniste. Elle se nourrit d'invertébrés divers, d'oiseaux, de petits mammifères, d'amphibiens, de serpents et de tortues (y compris les jeunes de sa propre espèce), mais aussi de charognes et de matière végétale.

## Reproduction
Lors de l'accouplement, le mâle peut être très agressif envers la femelle. Celle-ci pondra entre 20 et 40 œufs.

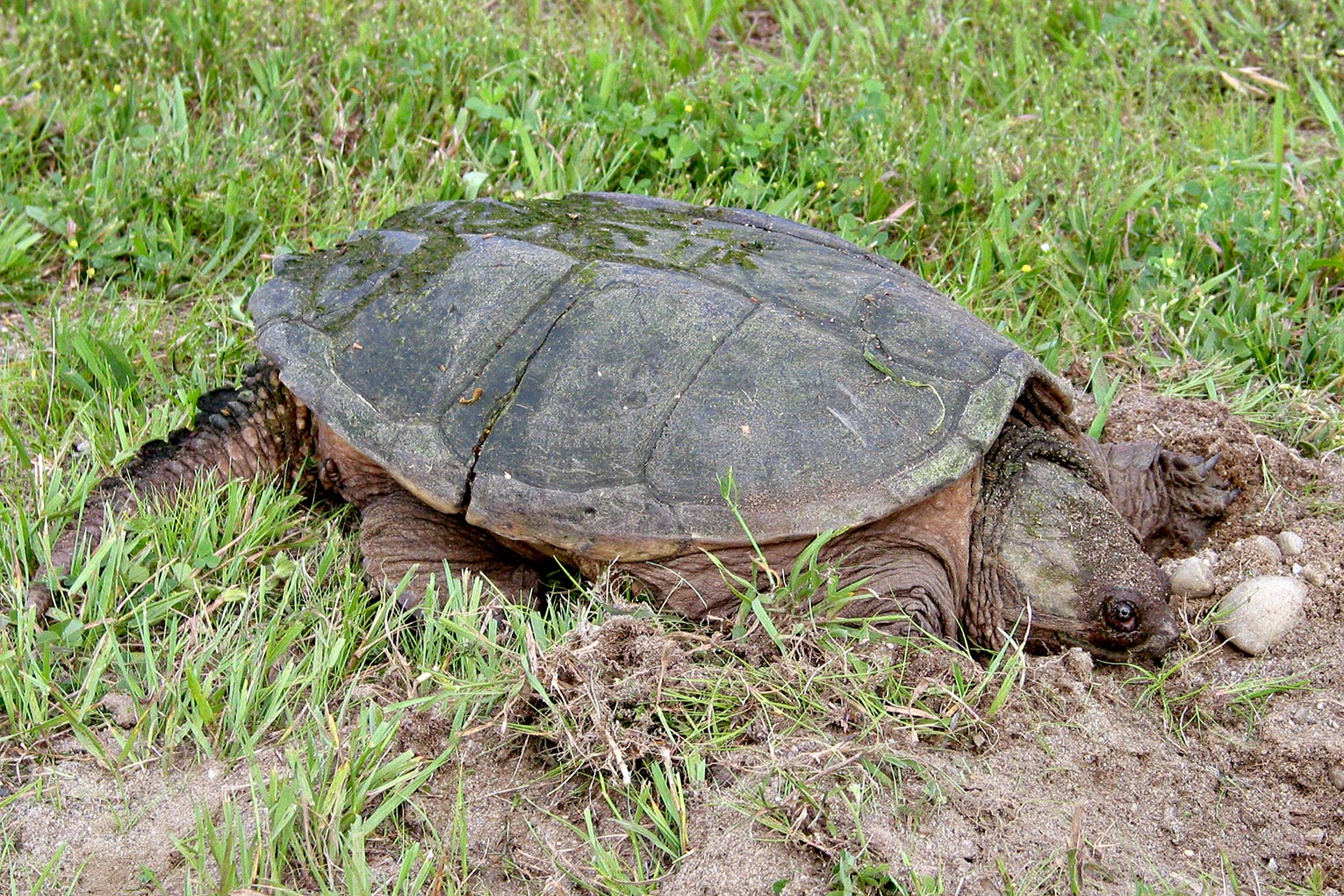
Une tortue serpentine femelle (Chelydra serpentina) à la recherche d'un endroit convenable pour pondre.
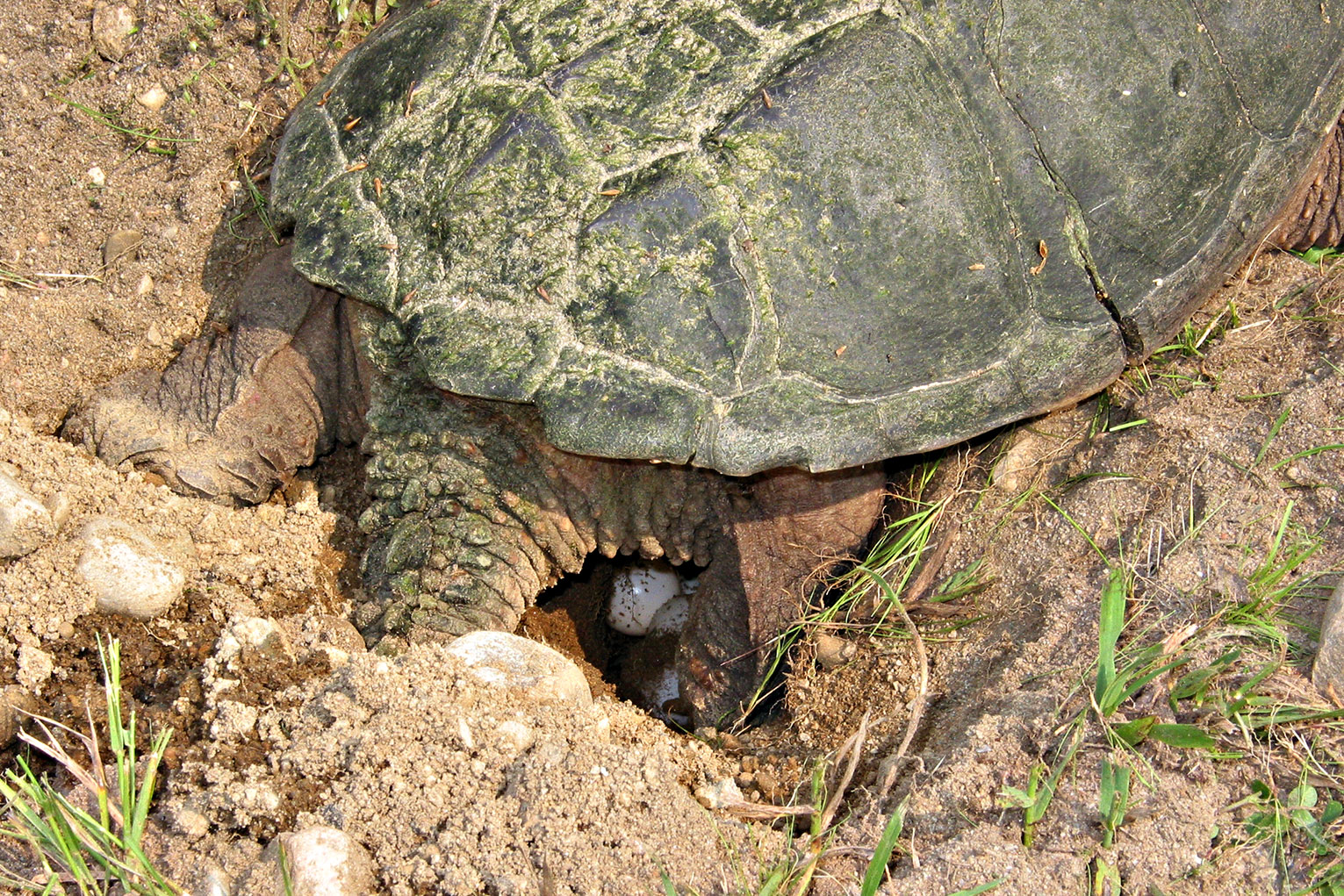
Elle a trouvé son endroit, creusé un trou dans le sol sableux, et est maintenant en train de pondre.
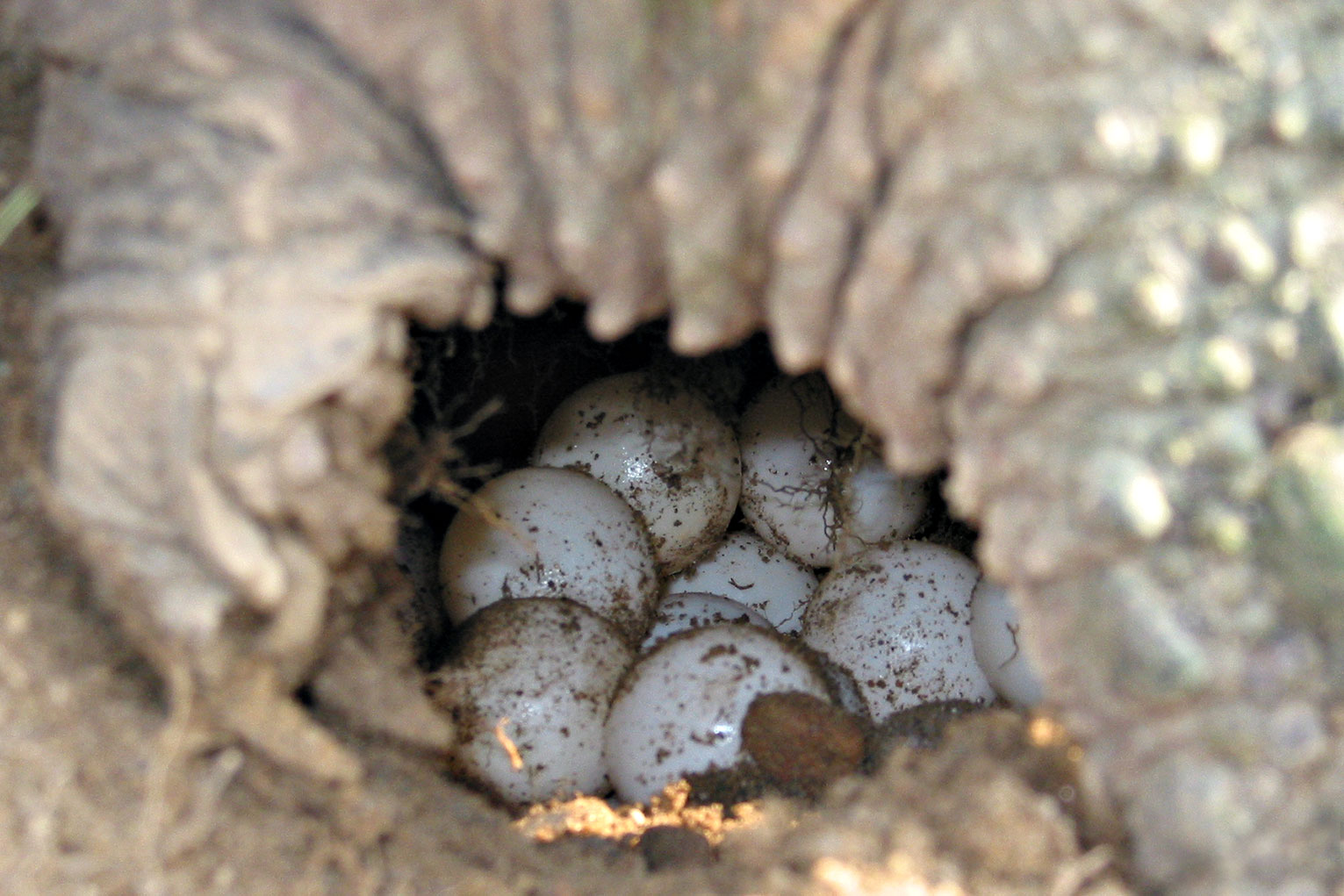
Vue rapprochée sur les œufs.
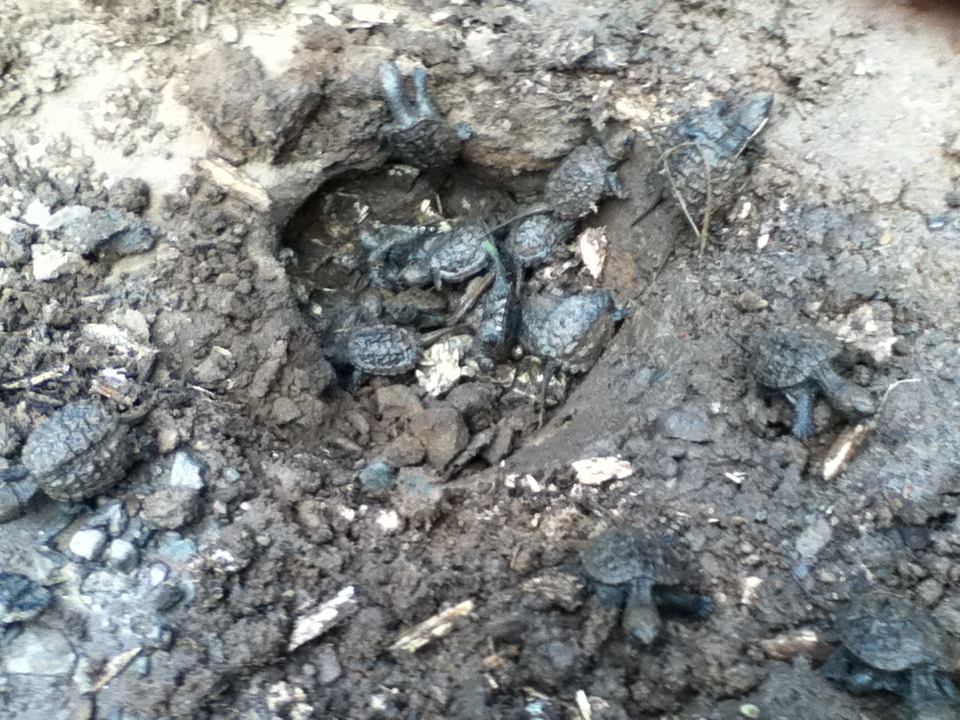
Tortues serpentines nouvellement écloses émergeant du sol.
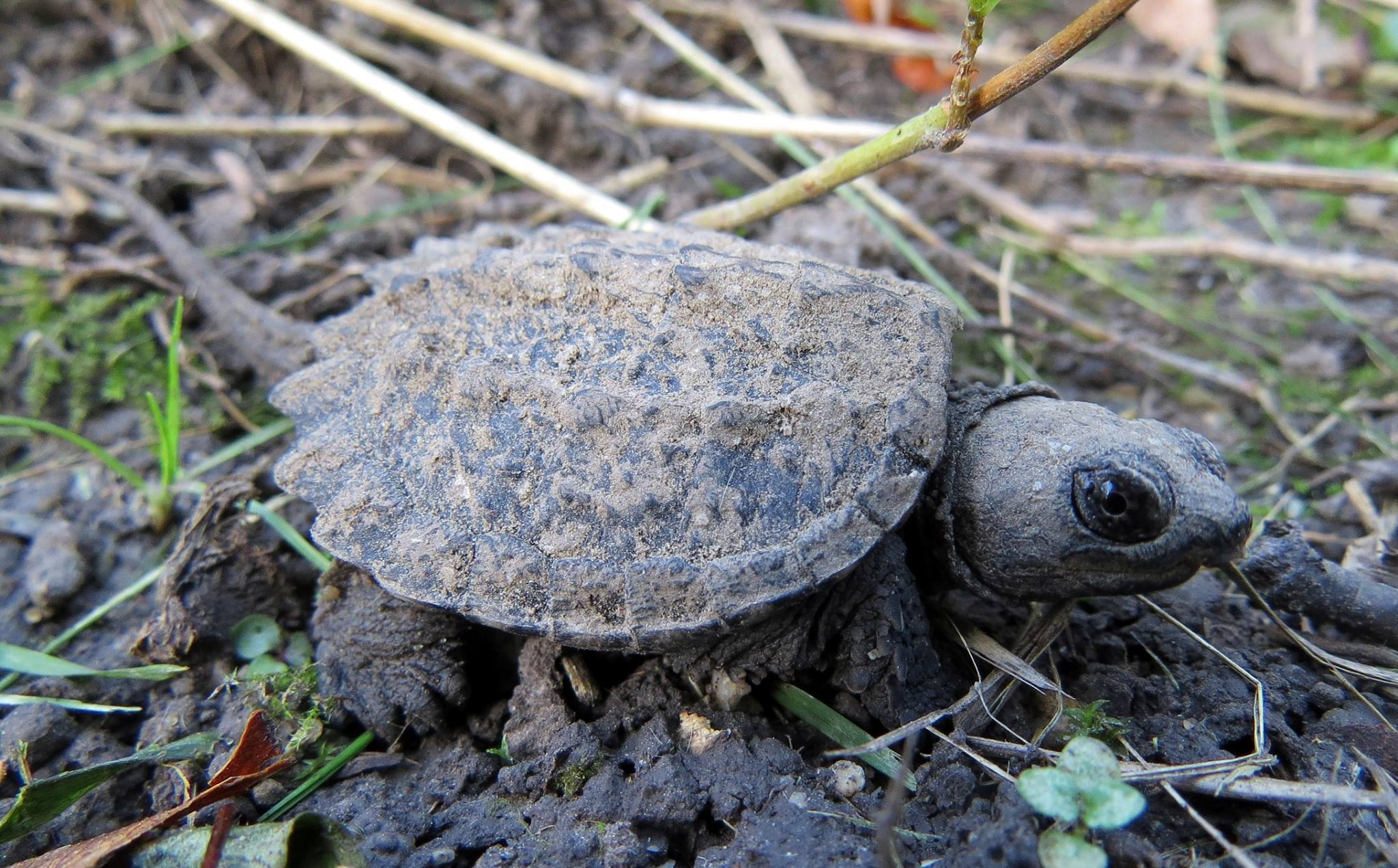
Tortue serpentine juvénile.

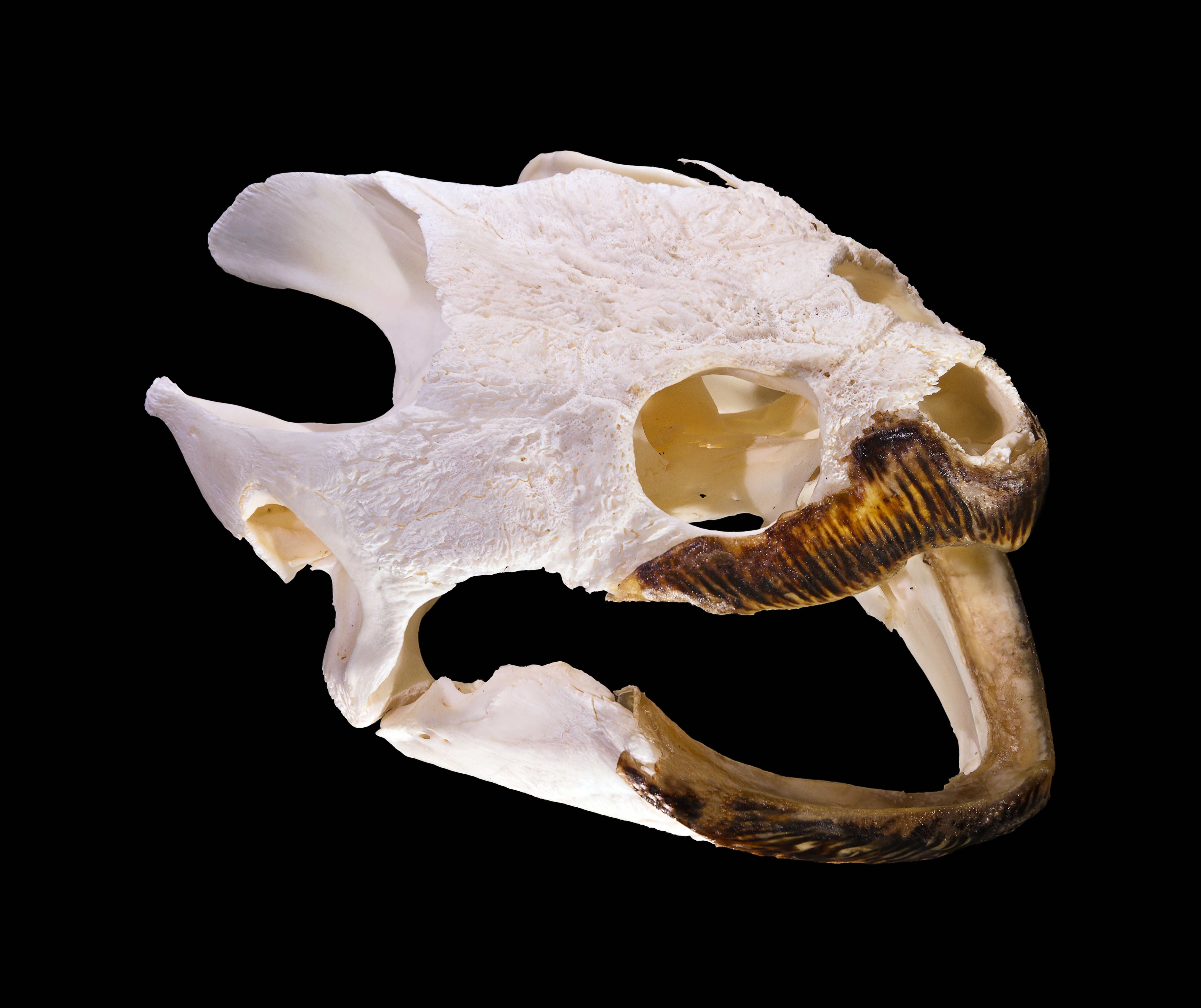
Crâne.

## Publication originale
- Linnaeus, 1758 : Systema naturae per regna tria naturae, secundum classes, ordines, genera, species, cum characteribus, differentiis, synonymis, locis, ed. 10 (texte intégral).